# Saint-Froult
Saint-Froult é uma comuna francesa na região administrativa da Nova Aquitânia, no departamento de Charente-Maritime. Estende-se por uma área de 6,39 km². Em 2010 a comuna tinha 348 habitantes (densidade: 54,5 hab./km²).